# Ornithoptera priamus
Ornithoptera priamus is een vlinder uit de familie van de pages (Papilionidae). De wetenschappelijke naam werd gepubliceerd in 1758 door Carl Linnaeus in de tiende editie van Systema naturae.

## Kenmerken
De vlinder heeft een donker borststuk en kop en een geel achterlijf. De voorvleugels dragen groene banden op een donkere ondergrond, terwijl de achtervleugels groen zijn met zwarte vlekken. De antennes zijn vrij lang.

## Verspreiding
Deze vogelvlinder komt voor in tropische bossen op de Molukken, Papoea-Nieuw-Guinea, de Salomoneilanden en in Noord-Australië.

## Waardplanten
De waardplanten zijn Aristolochia-soorten.